# 腓特烈·威廉一世·阿道夫

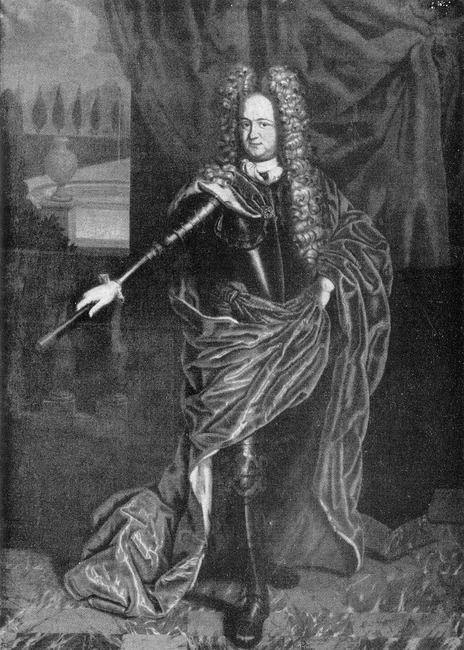
腓特烈·威廉一世·阿道夫的肖像

腓特烈·威廉一世·阿道夫（荷蘭語：Frederik Willem I Adolf，1680年2月20日—1722年2月13日），拿騷-錫根親王（新教分支），威廉·毛里茨的長子。

## 家庭
1702年，腓特烈·威廉·阿道夫與黑森-洪堡伯爵腓特烈二世的女兒伊莉莎白·法蘭西絲卡（Elisabeth Franziska）結婚，兩人共有1子2女：
1. 夏洛特·弗蕾德里克（1702年—1785年）
2. 希比爾·亨麗埃特（1705年—1712年），夭折
3. 腓特烈·威廉（1706年—1734年）

伊莉莎白·法蘭西絲卡於1707年去世。隔年，腓特烈·威廉·阿道夫與庫爾蘭公爵腓特烈·卡西米爾·克特勒的女兒阿瑪莉埃·路易絲（Amalie Louise）結婚，兩人共有四個女兒：
1. 夏洛特·威廉明娜（1711年—1771年）
2. 奧古斯塔·阿爾貝蒂娜（1712年—1742年）
3. 卡羅琳娜·艾瑪莉亞（1715年—1752年）
4. 伊莉莎白·海德薇希（1719年—1789年）